# (4314) 1979 ML3
(4314) 1979 ML3 là một tiểu hành tinh vành đai chính. Nó được phát hiện bởi Eleanor F. Helin và Schelte J. Bus ở Đài thiên văn Siding Spring ngày 25 tháng 6 năm 1979.